# Винтерберг (город)
Винтерберг (нем. Winterberg) — город в Германии, в земле Северный Рейн-Вестфалия.
Подчинён административному округу Арнсберг. Входит в состав района Хохзауэрланд. Население составляло 13 566 человек (на 31 декабря 2010 года). Занимает площадь 147,86 км². Официальный код — 05 9 58 048.
Город подразделяется на 14 городских районов.
| Год  | Население |
| ---- | --------- |
| 1995 | 15 115    |
| 2000 | 15 020    |
| 2005 | 14 455    |
| 2010 | 13 770    |

## Спорт
Город является популярным центром зимних видов спорта. Здесь расположена санно-бобслейная трасса, место проведения чемпионатов мира по санному спорту, бобслею и скелетону. На склонах горы Бремберг разбиты горнолыжные трассы. Имеется комплекс трамплинов.

## Фотографии

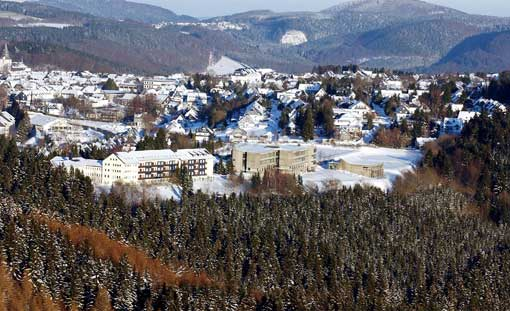
Винтерберг зимой
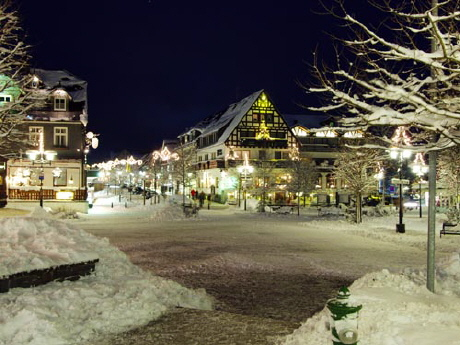
Рыночная площадь у нижних ворот ночью